# Charles-Amédée-Philippe van Loo
Charles-Amédée-Philippe van Loo, född 25 augusti 1719, död 15 november 1795, var en fransk målare som främst gjorde allegoriska scener och porträtt.
Han utbildades av sin far, Jean-Baptiste van Loo, i Turin och Rom där han 1738 vann Prix de Rome, sedan i Aix-en-Provence, innan han år 1745 återvände till Paris. Han inbjöds till Académie Royale de Peinture et de Sculpture 1747 och gifte sig samma år med sin kusin Marie-Marguerite Lebrun, dotter till målaren Michel Lebrun.
Två av hans bröder blev också målare, François van Loo (1708–1732) och Louis-Michel van Loo (1707–1771).